# 5 de abril
El 5 de abril es el 95.º (nonagésimo quinto) día del año en el calendario gregoriano y el 96.º en los años bisiestos. Quedan 270 días para finalizar el año.

## Acontecimientos
- 823: en Roma (Italia), el papa Pascual I corona a Lotario I como rey de Italia.
- 891: en Aguilar de la Frontera (España), se libra la batalla del castillo de Poley, donde las fuerzas del emir de Córdoba Abdalá vencen a las de Hafsún.
- 919: en Egipto comienza la segunda invasión fatimí cuando el heredero fatimí, Muhammad al‑Qa'im Bi‑Amrillah, parte desde Raqqada a la cabeza de su ejército.
- 1242: encima del congelado lago Peipus (en la frontera entre Rusia y Estonia), 320 km al suroeste de San Petersburgo, el héroe nacional y santo ruso Alejandro Nevski (1220‑1263, líder de la República de Nóvgorod) rechazan un intento de invasión de los caballeros teutónicos en la Batalla del Hielo.
- 1536: en Roma, el emperador Carlos V realiza una «entrada real», demoliendo una franja de la ciudad para recrear un triunfo romano.
- 1566: doscientos aristócratas neerlandeses liderados por Hendrick van Brederode, se presentan ante Margarita de Parma y presentan el Petición de compromiso, denunciando a la Inquisición Española en las Diecisiete Provincias.
- 1614: en Virginia (Estados Unidos), la amerindia Pocahontas (1595‑1617) se casa con el colono inglés John Rolfe (quien cambia el nombre de ella a «Lady Rebecca Rolfe»); se mudan a Londres, donde ella fallecerá a los 21 años.
- 1621: desde Plymouth (Massachusetts), el Mayflower ―barco que llevó colonos ingleses a los Estados Unidos― comienza un viaje de vuelta a las islas británicas.
- 1722: en el sur del océano Pacífico, el explorador neerlandés Jakob Roggeveen y sus hombres son los primeros europeos en arribar a la isla de Pascua. No la descubrió porque habían sido descubiertas por la etnia rapanui en el siglo XIII.
- 1792: en Estados Unidos, el presidente George Washington ejerce su autoridad para vetar un proyecto de ley. Es la primera vez que se utiliza este poder en los Estados Unidos.
- 1794: en París (Francia) ―en el marco de la Revolución francesa (1789‑1799)― guillotinan a Georges Danton (34), líder de la revolución.
- 1795: en Basilea (Suiza) se firma el Tratado de Basilea entre Francia y Prusia.
- 1818: cerca de Santiago de Chile, las fuerzas libertadoras, dirigidas por José de San Martín, vencen a los realistas en la batalla de Maipú, asegurando la independencia de Chile.
- 1823: en las colinas de Ochomogo (unos 17 km al este de la villa de San José de Costa Rica), los republicanos vencen a los imperialistas (promexicanos) en la batalla de Ochomogo, la más importante de la guerra de Ochomogo.
- 1839: en Santiago de Chile se inaugura el barrio Yungay, en honor a la victoria de Chile en la batalla de Yungay.
- 1862: 265 km al sur de la ciudad de Washington ―en el marco de la guerra civil estadounidense (1861‑1865)― comienza la Batalla de Yorktown.
- 1879: el gobierno de Chile declara la guerra a Bolivia y Perú (guerra del Pacífico).
- 1902: en la ciudad de Glasgow (Escocia), durante un partido internacional de fútbol asociación entre la selección de fútbol de Escocia y la de Inglaterra, un palco se derrumba en el Estadio Ibrox, lo que provoca la muerte de 25 personas y heridas a más de 500 seguidores.
- 1910: entre Chile y Argentina se inaugura el Ferrocarril Trasandino Los Andes-Mendoza.[1]
- 1911: toma la plaza de Chiautla el general revolucionario Emiliano Zapata, liberando a todos los presos entre ellos Jesús Morales "El Tuerto".
- 1918: cerca del cráter de mina de La Boisselle (160 km al norte de París) ―en el marco de la Primera Guerra Mundial (1914‑1918)― finaliza la segunda batalla del Somme. (La primera sucedió entre el 1 de julio y el 18 de noviembre de 1916).
- 1920: en Jerusalén, grupos armados de palestinos, incitados a la violencia por los líderes nacionalistas árabes, atacan durante tres días a la población inmigrante judía (pogromo de Jerusalén). Mueren 12 civiles y son heridos 250. Debido a la tardía respuesta de contención de la autoridad militar británica, los judíos crean su propia fuerza de defensa: la Haganá.
- 1922: en Estados Unidos, Margaret Sanger crea la Liga Estadounidense para el Control de la Natalidad, precursora de Planned Parenthood.
- 1925: en el Reino Unido, se introduce la moderna regla futbolística del fuera de juego.
- 1926: la escuadrilla Elcano realiza el vuelo entre Madrid (España) y Manila (Filipinas).
- 1931: en España se presentan las candidaturas de los 81 099 concejales en los 8943 distritos para las elecciones municipales del 12 de abril, y quedan proclamados automáticamente, según el artículo 29 de la ley electoral, 14 018 concejales monárquicos y 1832 republicanos.
- 1932: en el marco del Dominio de Terranova (una república que existió entre 1907 y 1949), diez mil alborotadores canadienses pagados por el Gobierno británico toman el Edificio Colonial, lo que provoca el fin del autogobierno.
- 1933: en los Estados Unidos ―en el marco de la Gran Depresión―, el presidente Franklin D. Roosevelt declara emergencia nacional y decreta la Orden Ejecutiva 6102, que prohíbe a los ciudadanos estadounidenses «la posesión de monedas de oro, lingotes de oro y certificados de oro».
- 1933: en el principado de Andorra ―en el marco de la Revolución andorrana― los Jóvenes Andorranos ocupan la Casa de la Vall y obligan al gobierno a celebrar elecciones parlamentarias democráticas con sufragio universal masculino.
- 1936: en Tupelo (Misisipi), un tornado F5 en la escala Fujita mata a 233 personas.
- 1938: en Cataluña ―en el marco de la Guerra Civil Española (1936‑1939)― dos días después de que el ejército fascista ocupara la ciudad de Lérida, el dictador Francisco Franco decreta la abolición de la Generalitat de Catalunya (el gobierno autónomo de Cataluña), la autogobierno otorgado por la República y el estatus oficial de la lengua catalana.
- 1938: en la provincia de Shandong, a 690 km al sur de Pekín (China) ―en el marco de la segunda guerra sino-japonesa (1937‑1945)― continúa la Batalla de Taierzhuang (24 de marzo a 7 de abril de 1938), en que el ejército de la República de China vencerá al ejército del Imperio del Japón. Se trata de la primera gran victoria china de la guerra. Humilló al ejército japonés y destrozó para siempre su reputación como «fuerza invencible».
- 1940: en la provincia de Misamis Oriental (Filipinas), se crea el municipio de Alubijid.
- 1942: en Berlín (Alemania) ―en el marco de la Segunda Guerra Mundial (1939‑1945)―, Adolf Hitler emite la Directiva n.º 41 del Führer, que resume el Caso Azul, incluido el asalto planeado a Stalingrado por parte del Sexto Ejército Alemán.
- 1942: durante una incursión invasora en el océano Índico ―en el marco de la Segunda Guerra Mundial―, la Armada Imperial Japonesa lanza un ataque aéreo desde portaaviones contra la ciudad de Colombo (Sri Lanka, colonia del Reino Unido). Las instalaciones portuarias y civiles resultan dañadas, y los cruceros HMS Cornwall y HMS Dorsetshire de la Marina Real se hunden en el suroeste de la isla.
- 1943: a 7 km al sur de Amberes (Bélgica) ―en el marco de la Segunda Guerra Mundial―, un bombardero de las Fuerzas Aéreas del Ejército de los Estados Unidos que tenía que destruir la fábrica de aviones nazis de Erla, a 1 km del suburbio de Mortsel, destruye accidentalmente un barrio residencial, matando a 678 adultos civiles y a 258 niños.
- 1945: en la isla de Texel (102 km al norte de Ámsterdam) los prisioneros de guerra soviético-georgianos, que fueron obligados a formar un batallón alemán nazi, matan a más de 400 soldados nazis que ocupaban la isla (revuelta georgiana de Texel). Un mes y medio después (al 20 de mayo de 1945), los nazis habían matado a 565 georgianos y 117 neerlandeses. Sobreviven 228 georgianos, que fueron repatriados a Georgia.
- 1945: en Sarajevo (Yugoslavia) ―en el marco de la Guerra Fría― el líder yugoslavo Josip Broz Tito firma un acuerdo con la Unión Soviética para permitir la «entrada temporal de tropas soviéticas en territorio yugoslavo».
- 1946: Las tropas soviéticas ponen fin a su ocupación de un año de la isla danesa de Bornholm.
- 1946: en una zona residencial de la villa de Rabat, en la isla de Malta, un avión Vickers Wellington de la Fleet Air Arm se estrella durante un ejercicio de entrenamiento, matando a los 4 miembros de la tripulación y a 16 civiles en tierra.
- 1949: en el Hospital Saint Anthony, en la ciudad de Effingham (estado de Illinois) sucede un incendio, que mata a 77 personas y conduce a mejoras en el código de incendios a nivel nacional en Estados Unidos.
- 1951: en Estados Unidos, el matrimonio de neoyorquinos Ethel y Julius Rosenberg (de 37 y 35 años, respectivamente) son condenados a la pena de muerte por realizar espionajes a favor de la Unión Soviética.
- 1953: en la ciudad de San Ramón (Costa Rica) se funda el club de fútbol Asociación Deportiva Ramonense.
- 1955: en Londres, Winston Churchill renuncia como primer ministro.
- 1956: en Cuba, Fidel Castro se declara en guerra contra el dictador cubano Fulgencio Batista.
- 1958: Ripple Rock, una amenaza submarina para la navegación en los estrechos Seymour Narrows (a 255 km al noroeste de Vancouver, en Canadá), es destruida en una de las mayores explosiones no nucleares de la época.
- 1963: se conecta el teléfono rojo. El famoso aparato (negro en realidad) unía el despacho del presidente estadounidense John Kennedy (en Washington) con el del líder soviético Nikita Jrushchov (en Moscú).
- 1965: en un pozo a 447 metros bajo tierra, en el área U3dd del Sitio de pruebas atómicas de Nevada (a unos 100 km al noroeste de la ciudad de Las Vegas), a las 13:00 (hora local) Estados Unidos detona su bomba atómica Kestrel, de 7 kilotones. Es la bomba n.º 412 de las 1132 que Estados Unidos detonó entre 1945 y 1992.
- 1966: en Vietnam del Sur ―en el marco de la Guerra de Vietnam (1955‑1975)― durante el Levantamiento Budista, el primer ministro proestadounidense Nguyễn Cao Kỳ intenta personalmente liderar la captura de la inestable ciudad de Da Nang antes de dar marcha atrás.
- 1971: en Sri Lanka, el partido Janatha Vimukthi Peramuna lanza una revuelta contra el gobierno del Frente Unido]] del presidente Sirimavo Bandaranaike.
- 1974: en Estados Unidos se publica Carrie, la primera novela del escritor Stephen King, con una tirada de 30 000 copias.
- 1976: en Pekín (China), el Movimiento del Cinco de Abril organiza las protestas de la plaza de Tiananmén.
- 1976: en el Reino Unido, James Callaghan se convierte en primer ministro tras la renuncia de Harold Wilson.
- 1977: en Washington (Estados Unidos), la Corte Suprema dictamina ―en Rosebud Sioux Tribe vs. Kneip― que la legislación del Congreso que disminuyó el tamaño de la reserva del pueblo sioux destruyó así la autoridad jurisdiccional de la tribu sobre el área.
- 1978: en España se celebra una huelga general, que según los sindicatos CC. OO. y U. G. T. es secundada por ocho millones de trabajadores.
- 1978: en Argel se comete un intento de asesinato a Antonio Cubillo, por parte de las autoridades españolas.
- 1978: en Chetumal, México se inaugura el estadio 10 de Abril.
- 1983: en Pekín (China) se funda oficialmente la Policía Armada Popular, una organización paramilitar china responsable de la seguridad interna, el control de disturbios, la lucha contra el terrorismo, la respuesta a desastres, la aplicación de la ley y la protección de los derechos marítimos.
- 1989: en Polonia, el movimiento sindicalista Solidarność es legalizado y así puede presentarse a elecciones generales.
- 1991: en Brunswick (estado de Georgia), un avión EMB 120 de la empresa Atlantic Southeast Airlines se estrella, muriendo las 23 personas a bordo, incluyendo al astronauta Sonny Carter y al senador John Tower.
- 1991: desde el cabo Cañaveral, despega el transbordador espacial Atlantis en el vuelo STS‑37 para desplegar el Observatorio de rayos gamma Compton.
- 1992: en Lima (Perú), el presidente Alberto Fujimori disuelve el Congreso mediante la fuerza militar (autogolpe peruano de 1992).
- 1992: en La Plata (Argentina), durante un partido de fútbol entre los clubes Estudiantes y Gimnasia y Esgrima, este último convierte un gol que es recordado con el nombre de «gol del terremoto».
- 1992: en el puente Vrbanja de la ciudad de Sarajevo (Yugoslavia), terroristas católicos del Partido Democrático Serbio asesinan a las manifestantes pacifistas Suada Dilberovich (24) y Olga Sučich (34), que se convierten en las primeras víctimas de la Guerra de Bosnia.
- 1994: en Seattle (Estados Unidos) se suicida el cantante y guitarrista Kurt Cobain, de la banda Nirvana.
- 1997: en Chile, el presidente Eduardo Frei Ruiz-Tagle inaugura la Línea 5 del Metro de Santiago, desde el tramo Bellavista de La Florida hasta Baquedano. Para el año 2011 se convertirá en una de las líneas más largas de la capital.
- 1998: en Japón se abre al tráfico el Gran Puente de Akashi Kaikyō, el puente de mayor longitud del mundo.
- 1999: la policía neerlandesa encarcela a dos libios sospechosos de derribar el vuelo 103 de Pan Am en 1988, para su posterior juicio en los Países Bajos.
- 1999: inicia sus transmisiones el canal latinoamericano de películas Film Zone.
- 2007: el crucero MS Sea Diamond choca contra un arrecife volcánico cerca de Nea Kameni y se hunde al día siguiente. Desaparecen dos pasajeros.
- 2009: Corea del Norte lanza su satélite Kwangmyŏngsŏng 2. El satélite sobrevoló Japón continental, lo que provocó una reacción inmediata del Consejo de Seguridad de las Naciones Unidas, así como de los estados participantes en las conversaciones a seis bandas.
- 2010: en la provincia de Jaiber Pastunjuá (Pakistán) hasta 50 personas mueren y otras 100 resultan heridas en dos ataques suicidas y ataques militantes, el primero de ellos en una manifestación del Partido Nacional Awami en la ciudad de Timergara.
- 2010: en el estado de Virginia Occidental, 29 mineros de carbón mueren en una explosión en la mina Upper Big Branch.
- 2010: El transbordador espacial Discovery es lanzado en el vuelo STS‑131 para reabastecer la Estación Espacial Internacional.
- 2012: en Rusia, se crea el Parque nacional Tierra del Leopardo para proteger al leopardo del Amur.
- 2018: el Gobierno de Panamá retira a su embajador de Venezuela.
- 2018: en algún lugar del estado de Ténesi (Estados Unidos), agentes del Servicio de Inmigración y Control de Aduanas allanan un matadero y detienen a casi 100 trabajadores hispanos indocumentados en una de las redadas en lugares de trabajo más grandes de la historia de Estados Unidos.
- 2022: en el Perú se desatan protestas en contra del Gobierno de Pedro Castillo debido al toque de queda decretado en las ciudades de Lima y Callao.
- 2023: se estrena The Super Mario Bros. Movie, tercera adaptación cinematográfica basada en el clásico de los videojuegos Super Mario Bros. y la primera completamente animada por computadora.
- 2024: en Quito (Ecuador), se produce el asalto a la embajada de México en Ecuador para arrestar al exvicepresidente Jorge Glas, ocasionando la ruptura de las relaciones diplomáticas entre dichos países, tras 194 años de historia.

## Nacimientos
- 1288: Go-Fushimi, emperador japonés (f. 1336).
- 1315: Jaime III de Mallorca, rey mallorquín entre 1324 y 1349 (f. 1349).
- 1365: Guillermo II, aristócrata bávaro (f. 1417).
- 1472: Blanca María Sforza, aristócrata italiana (f. 1510).
- 1474: San Juan Diego, santo católico (f. 1548).
- 1523: Blaise de Vigenere, criptógrafo francés (f. 1596).
- 1568: Urbano VIII, aristócrata italiano, papa entre 1623 y 1644 (f. 1644).
- 1588: Thomas Hobbes, filósofo inglés (f. 1679).
- 1604: Carlos IV, aristócrata francés (f. 1675).
- 1648: Marcantonio Franceschini, pintor italiano (f. 1729).
- 1691: Luis VIII de Hesse-Darmstadt, aristócrata alemán (f. 1768).
- 1732: Jean-Honoré Fragonard, pintor francés (f. 1806).
- 1752: Sébastien Érard, fabricante de pianos francés (f. 1831).
- 1784: Louis Spohr, director de orquesta, compositor y violinista alemán (f. 1859).
- 1807: Vicente del Castillo, político argentino (f. 1874).
- 1814: Félix Lichnowsky, diplomático y político alemán (f. 1848).
- 1827: Joseph Lister, cirujano británico (f. 1912).
- 1832: Jules Ferry, político francés (f. 1893).
- 1837: Algernon Charles Swinburne, poeta británico (f. 1909).
- 1846: Michael Georg Conrad, escritor alemán (f. 1927).
- 1856: Booker T. Washington, educador estadounidense (f. 1915).
- 1866: Francisco Acebal, escritor y periodista español (f. 1933).
- 1869: Albert Roussel, compositor francés (f. 1937).
- 1871: Orfilia Rico, actriz uruguaya (f. 1936).
- 1875: Mistinguett, cantante y actriz francesa (f. 1956).
- 1877: Walter Sutton, médico y genetista estadounidense (f. 1916).
- 1884: Alejandro González y Robleto, obispo nicaragüense (f. 1968).
- 1887: Hedwig Kohn, física alemana (f. 1964).
- 1891: Laura Vicuña, beata chilena (f. 1904).
- 1893: José Galán Hernández, escritor español (f. 1936).
- 1900: Spencer Tracy, actor estadounidense (f. 1967).
- 1901: Melvyn Douglas, actor estadounidense (f. 1981).
- 1901: Curt Bois, actor alemán (f. 1991).
- 1908: Bette Davis, actriz estadounidense (f. 1989).
- 1908: Herbert von Karajan, director de orquesta y músico austríaco (f. 1989).
- 1909: Albert R. Broccoli, productor de cine estadounidense (f. 1996).
- 1912: Carlos Guastavino, pianista y compositor argentino (f. 2000).
- 1912: Emilio Tuero, actor, productor y cantante mexicano de origen español (f. 1971).
- 1913: Antoni Clavé, pintor español (f. 2005).
- 1916: Gregory Peck, actor estadounidense (f. 2003).
- 1917: Robert Bloch, escritor estadounidense (f. 1994).
- 1920: Barend Biesheuvel, político neerlandés (f. 2001).
- 1920: Arthur Hailey, escritor británico (f. 2004).
- 1922: Tom Finney, futbolista británico (f. 2014).
- 1922: Christopher Hewett, actor británico (f. 2001).
- 1923: Nguyên Van Thieu, militar y político vietnamita, presidente de Vietnam entre 1967 y 1975 (f. 2001).
- 1923: Michael V. Gazzo, actor estadounidense (f. 1995).
- 1926: Roger Corman, cineasta estadounidense.
- 1928: Pío Caro Baroja, cineasta español (f. 2015).
- 1928: Vicente La Russa, actor y comediante argentino (f. 2008).
- 1929: Hugo Claus, novelista belga (f. 2008).
- 1929: Ivar Giaever, físico noruego-estadounidense, premio nobel de física en 1973.
- 1929: Nigel Hawthorne, actor británico (f. 2001).
- 1930: Emilio Ariño, locutor, periodista, animador, actor y director argentino (f. 1996).
- 1930: Mary Costa, actriz y cantante estadounidense.
- 1931: Héctor Olivera, cineasta, productor y guionista argentino.
- 1933: Frank Gorshin, actor estadounidense (f. 2005).
- 1934: Roman Herzog, político alemán (f. 2017).
- 1934: Stanley Turrentine, saxofonista estadounidense de jazz (f. 2000).
- 1935: Peter Grant, mánager de bandas musicales británico (f. 1995).
- 1936: Julieta Kirkwood, socióloga y politóloga feminista chilena  (f. 1985).
- 1937: Colin Powell, militar, diplomático y político estadounidense (f. 2021).
- 1937: Guido Vildoso Calderón, militar boliviano, presidente de Bolivia en 1982.
- 1937: Juan Lezcano, futbolista paraguayo (f. 2012).
- 1939: Leka de Albania, aristócrata albana, pretendiente al trono (f. 2011).
- 1939: Suma Paz, cantante de folklore argentina (f. 2009).
- 1940: Enric Arredondo, actor español (f. 2006).
- 1941: Michael Moriarty, actor y músico estadounidense-canadiense.
- 1941: Cacho Tirao, músico y guitarrista argentino (f. 2007).
- 1942: Peter Greenaway cineasta británico.
- 1944: Xabier Lete, poeta y cantautor español (f. 2010).
- 1944: Andreas Faber-Kaiser, ufólogo y escritor español (f. 1994).
- 1946: Jane Asher, actriz británica.
- 1947: Gloria Macapagal Arroyo, presidenta filipina.
- 1949: Judith Resnik, astronauta estadounidense (f. 1986).
- 1949: Luis Fernando Múnera, actor colombiano (f. 2023).
- 1950: Agnetha Fältskog, cantante sueca, de la banda ABBA.
- 1950: Franklin Chang-Díaz, astronauta costarricense.
- 1951: Dean Kamen, empresario e inventor estadounidense.
- 1952: Mitch Pileggi, actor estadounidense.
- 1952: Venkatraman Ramakrishnan, científico indio.
- 1955: Nelson Castro, médico, escritor y periodista argentino.
- 1955: Akira Toriyama, mangaka japonés. (f. 2024)
- 1955: Lazarus Chakwera, teólogo, profesor y político malauí, Presidente de Malaui desde 2020.
- 1962: Lana Clarkson, actriz y modelo estadounidense (f. 2003).
- 1962: Milagros Paz, política venezolana.
- 1963: Carlos Belloso, actor argentino.
- 1965: Mike McCready, músico estadounidense, de la banda Pearl Jam.
- 1971: Dong Abay, cantante y músico filipino.
- 1971: Cecilia Amenábar, artista visual modelo chilena.
- 1972: Tom Coronel, piloto de automovilismo neerlandés.
- 1972: Betina O'Connell, actriz y conductora de televisión argentina.
- 1972: Nancy Silvestrini: alpinista argentina (f. 2003).
- 1973: Élodie Bouchez, actriz francesa.
- 1973: Pharrell Williams, músico estadounidense, de la banda The Neptunes.
- 1973: Selva Almada, escritora argentina.
- 1973: Fernando del Solar, actor, modelo y conductor de televisión mexicano-argentino (f. 2022).
- 1974: Pablo Giralt, relator y periodista argentino.
- 1975: John Hartson, futbolista británico.
- 1975: Wolf Henzler, piloto de automovilismo alemán.
- 1976: Simone Inzaghi, futbolista italiano.
- 1976: Fernando Morientes, futbolista español.
- 1977: Yohei Taniike, futbolista japonés.
- 1977: Narita Takaki, futbolista japonés.
- 1977: Omar Molina, político argentino.
- 1978: Stephen Jackson, baloncestista estadounidense.
- 1979: Timo Hildebrand, futbolista alemán.
- 1979: Mitsuo Ogasawara, futbolista japonés.
- 1979: Cesare Natali, futbolista italiano.
- 1979: Vlada Avramov, futbolista serbio.
- 1979: Cristina Urgel, actriz y presentadora de televisión española.
- 1980: Matt Bonner, baloncestista estadounidense.
- 1980: Joris Mathijsen, futbolista neerlandés.
- 1981: Pieter Weening, ciclista neerlandés.
- 1981: Eugenio Siller, actor y cantante mexicano.
- 1981: Caddy Adzuba, abogada, periodista y activista congoleña.
- 1982: Thomas Hitzlsperger, futbolista alemán.
- 1982: Alexandre Prémat, piloto de automovilismo francés.
- 1984: Marshall Allman, actor estadounidense.
- 1984: Samuele Preisig, futbolista suizo.
- 1984: Taishi Tsunada, futbolista japonés.
- 1984: Shin Min A, actriz y modelo surcoreana.
- 1985: Pedro de Mingo, cantante y músico español.
- 1986: Charlotte Flair, luchadora profesional estadounidense.
- 1987: Calu Rivero, actriz, modelo y DJ argentina.
- 1987: Etiënne Reijnen, futbolista neerlandés.
- 1988: Daniela Luján, actriz y cantante mexicana.
- 1988: Gerson Acevedo, futbolista chileno.
- 1988: Borja Lázaro, futbolista español.
- 1988: Michael Ludäscher, futbolista suizo.
- 1989: Lily James, actriz estadounidense.

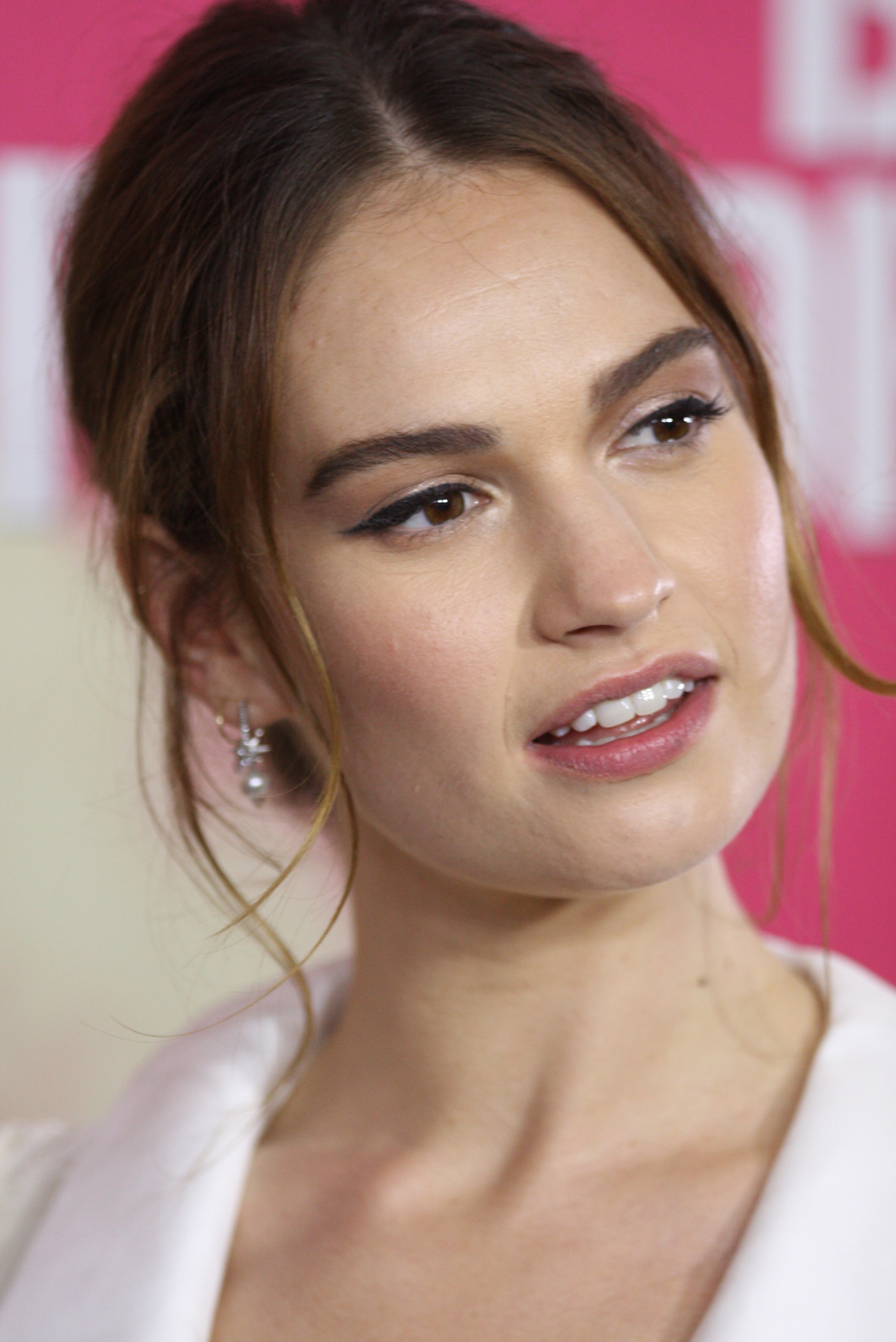

- 1989: Lena Kelly, actriz pornográfica transexual estadounidense.
- 1990: Freddy Hinestroza, futbolista colombiano.
- 1990: Cameron Quiseng, bajista estadounidense, de la banda Allstar Weekend.
- 1990: Haruma Miura, actor y cantante japonés (f. 2020).
- 1991: Yassine Bounou, futbolista marroquí.
- 1992: Kaveh Rezaei, futbolista iraní.
- 1992: Shintarō Kurumaya, futbolista japonés.
- 1993: Andreas Bouchalakis, futbolista griego.
- 1993: Laura Feiersinger, futbolista austriaca.
- 1993: Scottie Wilbekin, baloncestista estadounidense.
- 1994: Davide Biale, bajista, YouTuber y músico italiano.
- 1994: Sei Muroya, futbolista japonés.
- 1994: Daiki Kawato, futbolista japonés.
- 1994: Shuhei Kawata, futbolista japonés.
- 1995: Alice Chater, cantante y bailarina inglesa.
- 1995: Andoni Ugarte, futbolista español.
- 1995: Emerson Santos, futbolista brasileño.
- 1996: Märten Kuusk, futbolista estonio.
- 1996: Ahmed Reda Tagnaouti, futbolista marroquí.
- 1996: Alexander Crossan, músico británico-guerneseyés.
- 1997: Danel Sinani, futbolista luxemburgués.
- 1997: David Mayoral Lastras, futbolista español.
- 1997: Cristina Hidalgo: modelo y filántropa ecuatoriana y Miss Ecuador 2019.
- 1997: Borja Mayoral, futbolista español.
- 1997: Roger Figueras, futbolista español.
- 1997: Dominik Mysterio, luchador profesional estadounidense.
- 1997: Kalif Young, baloncestista canadiense.
- 1997: Sophie Sinclair, jugadora de curling británica.
- 1998: Michaela Drummond, ciclista neozelandesa.
- 1998: Bryant Myers, cantante puertorriqueño.
- 1998: Fabio Maistro, futbolista italiano.
- 1999: Sara Ezquerro, futbolista española.
- 1999: Dmitri Jramtsov, piragüista ruso.
- 1999: Mariya Astáshkina, nadadora rusa.
- 1999: Corina Schwab, atleta alemana.
- 1999: Simona Radiș, remera rumana.
- 1999: Junior Hernández, futbolista colombiano.
- 1999: Solana Pereyra, futbolista argentina.
- 1999: Gwendalyn Gibson, ciclista estadounidense.
- 1999: Yelizaveta Kovina, remera rusa.
- 2000: L-Gante, cantante argentino.
- 2000: Julie Nistad Samsonsen, patinadora noruega.
- 2000: Nikola Krstović, futbolista montenegrino.
- 2000: Jurgen Ekkelenkamp, futbolista neerlandés.
- 2000: Sebastian Walukiewicz, futbolista polaco.
- 2000: Erik Fetter, ciclista húngaro.
- 2000: Muzaffarbek Turoboyev, yudoca uzbeko.
- 2000: Brian Plat, futbolista neerlandés.
- 2000: Tommaso Giacomel, biatleta italiano.
- 2001: Ole Pohlmann, futbolista alemán.
- 2002: Patrick Yazbek, futbolista australiano.
- 2003: Marcos Luna, futbolista español.
- 2003: Stênio Zanetti, futbolista brasileño.
- 2004: Roger Martínez Santamaría, futbolista español.
- 2005: Fermín Aldeguer, piloto de motociclismo español.
- 2005: Arkaitz Mariezkurrena, futbolista español.

## Fallecimientos
- 1419: San Vicente Ferrer, sacerdote dominico español (n. 1350).
- 1794: Georges-Jacques Danton, político francés (n. 1759).
- 1818: Santiago Bueras, militar chileno (n. 1786).
- 1849: Mariano Necochea, militar argentino (n. 1792).
- 1864: José María Chávez Alonso, político mexicano (n. 1812).
- 1878: Calixto Bravo, militar mexicano (n. 1790).
- 1882: Frédéric Le Play, economista e ingeniero francés (n. 1806).
- 1887: Manuel Rafael García Aguirre, jurista argentino (n. 1826).
- 1888: Vsévolod Garshin, escritor ruso. (n. 1855).
- 1900: Joseph Louis François Bertrand, matemático francés (n. 1822).
- 1918: Paul Vidal de La Blache, geógrafo francés (n. 1845).
- 1918: Jorge Tupou II, rey tongano (n. 1874).
- 1923: George Herbert de Carnarvon, arqueólogo británico (n. 1866)
- 1928: Roberto Payró, escritor y periodista argentino (n. 1867).
- 1932: Guty Cárdenas, cantante mexicano (n. 1905).
- 1935: Juan Picasso González, militar español, instructor de la investigación militar Expediente Picasso (n. 1857).
- 1944: Alime Abdenánova, exploradora y partisana soviética (n. 1924)
- 1949: Francisco Bens, militar y administrador colonial español (n. 1867).
- 1961: Gustavo Ross, político y financiero chileno (n. 1879).
- 1962: Alfredo Kindelán, militar y aviador español (n. 1879).
- 1964: Douglas MacArthur, militar y general estadounidense (n. 1880).
- 1964: Luis N. Morones, político mexicano (n. 1890).
- 1967: Mischa Elman, violinista de origen ucraniano (n. 1891).
- 1967: Hermann Joseph Muller, biólogo y genetista estadounidense, premio nobel de fisiología o medicina en 1946 (n. 1890).
- 1969: Rómulo Gallegos, escritor y novelista venezolano, presidente en 1948 (n. 1884).
- 1971: José Cubiles, director de orquesta y pianista español (n. 1894).
- 1973: Isabel Jewell, actriz y cantante estadounidense (n. 1907).
- 1973: David Murray, piloto británico de automovilismo (n. 1909).
- 1974: A. Y. Jackson, pintor canadiense (n. 1882).
- 1975: Chiang Kai-shek, político y líder militar chino (n. 1887).
- 1976: Howard Hughes, magnate estadounidense (n. 1905).
- 1977: Carlos Prío Socarrás, expresidente de Cuba (n. 1903).
- 1980: Max Cetto, arquitecto mexicano (n. 1903).
- 1981: Pinchus Krémègne, pintor y escultor francés (n. 1890).
- 1981: Bob Hite, músico estadounidense (n. 1943).
- 1989: María Cristina Gómez, líder comunitaria y maestra salvadoreña asesinada por el Gobierno (n. 1938).
- 1992: Molly Picon, actriz estadounidense (n. 1898).
- 1992: Sam Walton, magnate estadounidense, fundador de Wal-Mart, (n. 1918).
- 1994: Kurt Cobain, músico estadounidense; cantante, compositor y guitarrista de Nirvana (n. 1967).
- 1994: Ada Carrasco, actriz mexicana (n. 1912).
- 1996: Encarna Sánchez, periodista española (n. 1935).
- 1997: Allen Ginsberg, poeta estadounidense (n. 1926).
- 1997: Heberto Castillo, político mexicano (n. 1928).
- 1998: Cozy Powell, baterista británico, de las bandas Whitesnake y Black Sabbath (n. 1947).
- 1998: Gueorgui Svirídov, compositor neorromántico ruso (n. 1915).
- 2000: Lee Petty, piloto y dueño de equipo de automovilismo (n. 1914).
- 2000: Irína Sebrova, aviadora militar soviética y Heroína de la Unión Soviética (n. 1914).
- 2002: Layne Staley, músico estadounidense, cantante, compositor y guitarrista rítmico de la banda Alice in Chains (n. 1967).
- 2005: Manuel Ballester Boix, químico español (n. 1919).
- 2005: Saul Bellow, escritor canadiense, premio nobel de literatura en 1976 (n. 1915).
- 2006: Gene Pitney, cantante estadounidense (n. 1940).
- 2007: María Gripe, escritora sueca (n. 1923).
- 2007: Mark St. John, guitarrista estadounidense, de la banda Kiss. (n. 1956).
- 2007: Carlos Fuentealba, maestro argentino, asesinado en una manifestación docente por represión policial (n. 1966).
- 2007: Thomas Stoltz Harvey, patólogo estadounidense (n. 1912).
- 2008: Charlton Heston, actor estadounidense (n. 1924).
- 2009: Chano Lobato, cantautor flamenco español (n. 1927).
- 2011: Baruch Samuel Blumberg, científico y médico estadounidense que descubrió la hepatitis B (n. 1925).
- 2011: Ange-Félix Patassé, político centroafricano, presidente entre 1993 y 2003 (n. 1937).
- 2012: Jim Marshall, empresario estadounidense, fundador de Marshall Amplification (n. 1923).
- 2012: Bingu wa Mutharika, economista malauí, presidente de Malaui de 2004 a 2012 (n. 1934).
- 2013: Bigas Luna, cineasta español (n. 1946).
- 2014: Oscar Avilés, cantante y músico peruano (n. 1924).
- 2014: Peter Matthiessen, escritor y naturalista estadounidense (n. 1927).
- 2015: Richard Dysart, actor estadounidense (n. 1929).
- 2018: Isao Takahata director y productor japonés (n. 1935).
- 2018: Tim O'Connor, actor estadounidense (n. 1927).
- 2019: Sydney Brenner, biólogo sudafricano, premio nobel de medicina en 2002 (n. 1927).
- 2019: Pastor López, cantante y compositor venezolano (n. 1944).
- 2020: Lucero Gómez, actriz y humorista colombiana (n. 1956).
- 2020: Margaret Burbidge, astrónoma, astrofísica y profesora británica (n. 1919).
- 2020: Honor Blackman, actriz británica (n. 1925).
- 2021: Philip K. Chapman, astronauta australiano-estadounidense (n. 1935).
- 2021: Henry Stephen, cantautor y actor venezolano (n. 1941).
- 2021: Paul Ritter, actor británico de cine, teatro y televisión (n. 1966).
- 2022: Sidney Altman, bioquímico canadiense (n. 1939).
- 2022: Salvador Valverde Calvo, autor de radio, teatro y cine argentino (n. 1924).
- 2024: Mohammed Dionne, político e ingeniero senegalés, Primer ministro de Senegal entre 2014 y 2019 (n. 1959).

## Celebraciones
- Día Internacional de la Conciencia.

 Por países
(Por orden alfabético)
- Chile: 
  - Batalla de Maipú, día de la Caballería Blindada Del Ejército de Chile.
  - Día del Terapeuta ocupacional.
- Corea del Sur: 
  - Día del Árbol.
- México: 
  - Día Nacional del cáncer de pulmón.
  - Fiestas de Nuevo León: Abasolo.
- República Dominicana: 
  - Día del Periodista.[2]

### Santoral católico
- San Vicente Ferrer, presbítero (1419).[3]
- Santa Irene de Tesalónica, virgen y mártir (204).
- Santa Ferbuta, viuda (c. 342).
- Santos mártires de Seleucia, ciento once varones y nueve mujeres (344).
- Santos mártires de Regie (siglo V).
- San Geraldo de Grande-Sauve, abad (1095).
- San Alberto de Montecorvino, obispo (1127).
- Santa Juliana de Fosses, virgen (1258).[4]
- Santa Catalina Tomás, virgen (1574).[5]
- Beata María Crescencia Höss, virgen (1744).[6]